# Beta-Cephei-Stern
Als Beta-Cephei-Sterne (GCVS-Systematikkürzel: BCEP) bezeichnet man eine Klasse pulsationsveränderlicher Sterne, benannt nach ihrem Prototyp β Cephei. Einige der hellsten Sterne am Nachthimmel gehören zu dieser massereichen Sternklasse.

## Eigenschaften

### Spektrum
Beta-Cephei-Sterne sind Sterne mit Spektraltypen zwischen B0.5 und B2 und liegen auf oder etwas über der Hauptreihe. Die klassifizierten Leuchtkraftklassen reichen von
I bis V, die meisten Sterne sind in den Leuchtkraftklassen IV und III (Unterriesen und Riesen). Sie gehören zur Population I und besitzen eine Masse im Bereich von 8 bis 18 Sonnenmassen.

### Pulsationen
Die scheinbare Helligkeit der Beta-Cephei-Sterne schwankt in erster Näherung sinusförmig mit einer Amplitude von bis zu 0,2 Magnituden bei einer Periode zwischen 3 und 7 Stunden.
Die Schwingungen der Sternatmosphäre werden wie bei vielen anderen Pulsationsveränderlichen Sternen vom Kappa-Mechanismus angeregt. Bei den Beta-Cephei-Sternen ist es die Ionisationszone des Eisens und nicht des Wasserstoffs wie bei den meisten anderen pulsierenden veränderlichen Sternen. Dabei ist die Rückstellkraft der Schwingungen sowohl die Gravitation als auch der Druck.
Bis vor wenigen Jahren wurde angenommen, dass die meisten Beta-Cephei-Sterne ausschließlich radial pulsieren. Bei Beobachtungen von Satelliten wie MOST (Satellit), Kepler und COROT zeigten alle Beta-Cephei-Sterne auch nichtradiale Pulsation, das heißt Wellenberge und -täler umlaufen den Stern zusätzlich zu den radialen Schwingungen. Satellitenbeobachtungen vermeiden die problematische Trennung von Schwingungen mit nur wenig unterschiedlichen Frequenzen, da aus dem Weltraum die Unterbrechungen am Tag und durch das Wetter keine Rolle spielen. Überlagern sich nahe beieinander liegende nichtradiale und/oder radiale Pulsationsfrequenzen, so ist im Gesamtlicht des Sternes nur die Schwebung der Frequenzen sichtbar. Typische Schwebungsperioden sind im Bereich von Tagen bis Wochen.
Des Weiteren gibt es den Begriff der Beta-Canis-Majoris-Sterne, welcher unterschiedlich aufgefasst wird. Manchmal wird er gleichgesetzt mit den Beta-Cephei-Sternen und manchmal ausschließlich für multiperiodische Beta-Cephei-Sterne benutzt. Da allerdings alle Beta-Cephei-Sterne multiperiodisch zu sein scheinen, wird diese Klasse kaum noch verwendet.

### Vorkommen in Sternkatalogen
Der General Catalogue of Variable Stars listet aktuell etwa 120 Sterne mit dem Kürzel BCEP oder BCEPS, womit etwas über 0,2 % aller Sterne in diesem Katalog zur Klasse der Beta-Cephei-Sterne gezählt werden.

## Bekannte Beta-Cephei-Sterne
- β Cephei
- β Canis Majoris
- γ Pegasi
- β Centauri
- Becrux